# Vera Auer
Vera Auer (* 20. April 1919 in Wien; † 2. August 1996 in Newsane, Vermont) war eine österreichische Akkordeonistin und Vibraphonistin. Sie war eine der ersten europäischen Musikerinnen, die Modern Jazz spielte und zur Jazz-Avantgarde aufschloss.

## Leben und Wirken
Die Großnichte des Geigers Leopold Auer lernte das klassische Klavierspiel und erst später Akkordeon.
Im November 1945 trat sie bei einer vier Veranstaltungen umfassenden Budapester Künstlerschau (österreichisch-ungarischer Künstler- und Artistenaustausch) im Wiener Konzerthaus als Harmonikakünstlerin auf. 1947 fand sie öffentliche Aufmerksamkeit mit einer Darbietung von Franz Liszts Zweiter Ungarischer Rhapsodie auf dem Akkordeon.
1948 gründete Auer mit dem ungarischen Gitarristen Attila Zoller eine Combo, in der Auer zuerst Akkordeon spielte, später dann auch Vibraphon; Helmuth Zukovits am Bass und Franz Mikuliska am Schlagzeug bildeten die Rhythmusgruppe. Die Gruppe legte unter dem Namen Vera Auer und ihre Solisten 1950 Schallplatten vor und trat auch in den Sendungen der Österreichischen Radioverkehrs AG (RAVAG) auf. 1951 erhielt die Band auf dem Wiener Jazzwettbewerb in der Kategorie „Combo“ den Publikumspreis. 1951 folgte eine erste Auslandstournee in die Türkei und nach Westdeutschland, wo es auch zum Zusammenspiel mit Friedrich Gulda kam. Später spielten Joe Zawinul, Hans Salomon und Toni Stricker in ihrer Band. Ab 1954 spielte sie aufgrund der schlechten Bedingungen für Jazzmusiker in Österreich vorwiegend in Westdeutschland. Sie begleitete Solisten wie Donald Byrd, Lucky Thompson und Art Taylor. 1956 trat sie mit Jean-Louis Chautemps beim Deutschen Jazzfestival auf.
1959 heiratete sie – als bekannte Jazz-Musikerin – den US-Amerikaner Brian Boucher, mit dem sie 1960 in die Vereinigten Staaten zog. Sie besuchte die Lenox School of Jazz, in der Gunther Schuller, John Lewis und George Russell zu ihren Lehrern gehörten. In Nordamerika gehörten unter anderen Dave Burns, Cal Massey, J. J. Johnson, Mal Waldron, Ted Curson, Zoot Sims, Walter Perkins und Richard Williams zu ihren musikalischen Partnern. Um 1970 nahm sie eine LP unter dem Titel „Positive Vibes“ mit ihrem Quintett auf, die 1977 veröffentlicht wurde und immer noch erstaunlich frisch klingt.
Sie trat auch publizistisch hervor, schrieb Gedichte, spielte bei Veranstaltungen des Jazz mobile und bei Jazzvespern der St. Peter’s Church in New York. Ende 1984 widmete ihr das amerikanische Public Broadcasting Service Program ein einstündiges Porträt.